# Origines (Cato)
Origines war der Titel eines in der ersten Hälfte des 2. Jahrhunderts v. Chr. verfassten siebenbändigen Geschichtswerks des bedeutenden römischen Politikers und Redners Marcus Porcius Cato Censorius, das wie viele andere antike Werke größtenteils im Original verloren ging, bzw. nur indirekt tradiert wurde.

## Umfang, Titel und Abfassungszeit
Die Origines bestanden aus sieben Büchern und stellten ein wohl Ende der 170er Jahre v. Chr. begonnenes Alterswerk Catos dar, an dem er bis zu seinem Tod (149 v. Chr.) arbeitete. Sie waren wahrscheinlich die erste Prosadarstellung der römischen Geschichte in lateinischer Sprache, während frühere römische Historiker wie Quintus Fabius Pictor ihre Historien auf Griechisch verfassten. Cornelius Nepos überliefert in seiner aus De viris illustribus stammenden Kurzbiographie Catos eine knappe Inhaltsangabe von dessen historischem Werk.
Der Titel Origines erscheint nicht nur bei Nepos, sondern bei mehreren antiken Autoren, zuerst beim Redner Cicero. Allerdings hat sich kein ausdrückliches Testimonium des Verfassers selbst erhalten. Gelegentliche antike Zitate des Werks als Historiae oder Annales stellen allgemeine Benennungen für geschichtliche Schriften dar und sagen nichts über deren spezifischen Titel aus. Im Unterschied zu anderen römischen Annalen enthielten die Origines nicht nur die Entstehungslegenden und die Frühgeschichte Roms, sondern auch jene zahlreicher weiterer italischer Völker und Städte. Dadurch hat der (dem griechischen Terminus κτίσεις für die Beschreibung von Städtegründungssagen entsprechende) Titel Origines (= „Ursprünge“) seine Berechtigung, allerdings nur für die ersten drei Bücher; er wurde bereits vom Antiquar und Grammatiker Marcus Verrius Flaccus getadelt.
Der gesamtitalische Geschichtsansatz Catos wurde von späteren römischen Historikern nicht aufgegriffen und blieb damit eine Ausnahme. Von dem vielleicht erst postum herausgegebenen Werk sind etwa 140 Fragmente überliefert, deren Sammlung erstmals Antonio Riccoboni 1568 unternahm.

## Inhalt
In einem Proömium begründete Cato seine schriftstellerische Tätigkeit damit, dass er als führende Person seiner Zeit nicht nur von seinem öffentlichen Wirken, sondern auch von seiner Freizeit Rechenschaft ablegen müsse. Danach behandelte er im ersten Buch der Origines die Frühgeschichte Roms. Zu Anfang berichtete er, wie schon frühere römische Historiker vor ihm, von der Auswanderung der Trojaner unter der Führung des Aeneas in die in Mittelitalien gelegenen Landschaft Latium und erzählte anschließend von der dortigen Urbevölkerung (Aboriginer), der Gründung von Roms Mutterstadt Alba Longa sowie der Erbauung Roms selbst, die er wie Eratosthenes auf 752/751 v. Chr. datierte. Auch die bis zum Ende des 6. Jahrhunderts v. Chr. reichende Ära der römischen Könige gehörte noch zum Inhalt des ersten Buches. Die beiden nächsten Bücher hatten den Ursprung und die Namen anderer italischer Völker sowie die Gründungsgeschichten von deren Gemeinden zum Thema, außerdem geographische Erörterungen (erhalten ist z. B. ein Fragment über den Comer See), charakterliche Beurteilungen der angeblich lügenhaften Ligurer und der Gallier, etymologische Herleitungen (z. B. des Namens des Volkes der Sabiner) sowie agrarische Ausführungen.
Im weiteren Verlauf seines historischen Werks gab Cato einen summarischen Überblick über die Geschichte der römischen Republik. In der Forschung ist umstritten, ob er die auf die Königszeit folgenden etwa ersten zwei Jahrhunderte der älteren Republik völlig überging oder wenigstens kurz streifte. Er behandelte jedenfalls in dem mit einem neuen Vorwort beginnenden vierten Buch den Ersten Punischen Krieg, im fünften Buch Roms langwierigen Kampf gegen Hannibal und führte in den letzten beiden Büchern die Darstellung bis in die Zeit kurz vor seinem Tod. Auch in diesem Teil des Werks fehlten geographische und kulturhistorische Exkurse nicht, u. a. über spanische Landeskunde (Fischreichtum des Ebro, Silberbergwerke etc.), die Sitten und Mischverfassung der Karthager sowie die Kleidung der Frauen. In den zeitgeschichtlichen Partien streute der Autor auch eigene politische Reden ein wie jene zur Verteidigung der Rhodier (167 v. Chr.) sowie im siebten Buch die bei seinem letzten öffentlichen Auftritt als 85-jähriger Greis 149 v. Chr. gehaltene Rede gegen Servius Sulpicius Galba, der gravierender Völkerrechtsverletzungen während seiner Prätur in Hispania ulterior beschuldigt wurde. Cato stand mit der Aufnahme authentischer Reden im Gegensatz zur Praxis der meisten anderen Annalisten wie Titus Livius, fiktive Reden niederzuschreiben.

## Stil und Tendenz
Cato bediente sich in seinem Geschichtswerk meist eines knappen, trockenen Stils, führte die Erzählung aber bisweilen auch breiter aus. Er verwendete wohl deshalb erstmals die lateinische Sprache, weil er es aufgrund des gestiegenen Weltmachtstatus Roms nicht mehr für nötig hielt, sich der Sprache fremder Völker anzupassen und diesen den Standpunkt der römischen Nobilität näherzubringen, wie es etwa für Fabius Pictor gegolten hatte.
Mit der Abfassung der Origines verfolgte Cato nicht allein den Zweck, historische Tatsachen festzuhalten. Er mochte etwa nicht den bloßen Inhalt der Pontifikaltafeln wiedergeben. Vor allem intendierte er eine moralische Belehrung und politische Erziehung seiner Leser. So brachte er ein in Fragment 83 überliefertes Beispiel altrömischer virtus: ein Kriegstribun, der meist Marcus Calpurnius Flamma (abweichend u. a. Quintus Caedicius) genannt wird, opferte sich als „römischer Leonidas“ 258 v. Chr. mit 300 Kampfgefährten selbstlos auf, um ein in die Falle gelocktes konsularisches Heer zu retten.
Daneben sollte Catos Geschichtswerk aber auch seiner Selbstdarstellung dienen. So widmete er offenbar den Leistungen, die er als Konsul während seines Kriegs gegen iberische Stämme erbrachte (195 v. Chr.), breiten Raum, wie aus dem Bericht des Livius über diesen Feldzug im 34. Buch von dessen Annalen hervorgehen dürfte. Dagegen verschwieg Cato ansonsten, wie Nepos betont, die Eigennamen der politischen und militärischen Amtsträger und begnügte sich mit der Erwähnung ihrer Rangbezeichnungen wie Konsul, Diktator usw. Es ist aber ein Fall überliefert, in dem er den Namen des mutigsten Kriegselefanten der Karthager angab. Der Grund für Catos Vorgehensweise lag wohl darin, dass er die Adligen als Diener des Staates ansah und nicht bereit war, ihnen Individualruhm zu zollen; stattdessen wollte er sein Volk im Ganzen preisen. Als überzeugter Republikaner sah er die Stärke des römischen Staates darin, dass dieser als Gemeinschaftswerk vieler bedeutender Männer über Generationen entstanden war, während die Verfassungen griechischer Staaten nur von einzelnen Persönlichkeiten wie Drakon und Solon ausgearbeitet worden seien.

## Rezeption
Nicht nur der Inhalt, sondern auch der Stil der Origines wurde lebhaft studiert. Mit dem Stil des Werks beschäftigten sich insbesondere Cicero, der Cato verehrte, Sallust und noch im 2. Jahrhundert n. Chr. der Redner Marcus Cornelius Fronto. Als historische Quelle dienten die Origines vermutlich dem antiquarisch interessierten Gelehrten Marcus Terentius Varro und einer Reihe von Annalisten, doch lässt sich ihre – zumindest indirekte – Benutzung nur für Livius als recht plausibel erweisen. Grammatiker wie Verrius Flaccus entnahmen den Origines vor allem Sprachliches. Für die heutige Kenntnis von Catos Geschichtswerk, das bereits vor der Zeit des Isidor von Sevilla verlorengegangen sein dürfte, sind neben der Kurzbeschreibung von Nepos insbesondere die Zitate von Aulus Gellius bedeutsam.

## Ausgaben und Übersetzungen
- Die frühen römischen Historiker. Band 1. Hrsg., übersetzt und kommentiert von Hans Beck und Uwe Walter. Wissenschaftliche Buchgesellschaft, Darmstadt 2001, S. 148ff.
- M. Porcius Cato: Scripta qvae manservnt omnia. Vom Landbau. Fragmente. Alle erhaltenen Schriften. Lateinisch - deutsch, hrsg. und übers. von Otto Schönberger. Heimeran, München 1980.
- Hermann Peter (Hg.): Historicorum Romanorum Reliquiae (HRR). Band 1. Teubner, Leipzig ²1914, S. 55–97.
- Wilt-Aden Schröder (Hg.): M. Porcius Cato. Das erste Buch der Origines. Ausgabe und Erklärung der Fragmente. Hain, Meisenheim am Glan 1971.